# 仁志耕一郎
仁志 耕一郎（にし こういちろう、1955年 - ）は、日本の小説家。歴史小説・時代小説を主に手がける。富山県生まれ。

## 経歴
東京造形大学を卒業。広告会社に就職後、1994年に広告制作会社を起業したが、2002年に廃業。47歳を過ぎての就職活動を断念し、小説家をめざす。独学で執筆。2011年に長編2作が新人賞を受賞。翌2012年『玉兎の望』で第7回小説現代長編新人賞、『無名の虎』で第4回朝日時代小説大賞を受賞し、作家デビュー。2013年、同2作で第2回歴史時代作家クラブ賞の新人賞を受賞。

## 作品リスト

### 単著
- 『玉兎の望』2012年11月、講談社
- 『無名の虎』2012年11月、朝日新聞出版
- 『玉繭の道』2013年10月、朝日新聞出版
- 『とんぼさま』2014年5月、幻冬舎
- 『松姫はゆく』2014年7月、角川春樹事務所
- 『家康の遺言』2015年3月、講談社
- 『按針』2020年4月、ハヤカワ文庫
- 『咲かせて三升の團十郎』2022年4月、新潮社　のちに2024年9月『花と茨　―七代目市川團十郎―』に改題、新潮文庫
- 『凛と咲け　家康の愛した女たち』2023年7月、新潮社
- 『闇抜け：密命船侍始末』2025年8月、新潮社

### アンソロジー収録作品
- 「医は仁術なり」朝日新聞出版『小説トリッパー』2013年秋号→『平成二十六年度（60）代表作時代小説』日本文藝家協会編2014年6月光文社に収録掲載
- 「へうげの茶」『小説すばる』2016年12月号、集英社→『時代小説ザ・ベスト2017』日本文藝家協会編（集英社・2017年6月）に収録掲載

### 単行本未収録作品・短編
- 「兵は仁にあり」 『ジェイ・ノベル』2013年10月号、実業之日本社
- 「二つの真田」　『小説すばる』2015年4月号、集英社
- 「六文銭の旗印」 『小説すばる』2015年7月号、集英社
- 「真田の鬼神」『小説すばる』2015年9月号、集英社
- 「真田の鬼謀」『小説すばる』2015年11月号、集英社
- 「冬の花」『小説すばる』2016年1月号、集英社
- 「夏の夢」『小説すばる』2016年3月号、集英社
- 「花散里」『小説新潮』2023年4月号、新潮社

### 単行本未収録作品・掌編
- 「信長の朱印状」『小説すばる』2016年10月号、集英社